# ロマン・ガル
ロマン・ガル（Romain Gall、1995年1月31日 - ）は、フランス・パリ出身のサッカー選手。FKムラドスト・ノヴィ・サド所属。ポジションはフォワード。

## 経歴
2020年4月1日、スターベクIFにレンタル移籍した。